# 소보인
소보인(蕭寶夤, 487년 ~ 530년)은 남제 명제의 6남이며 유혜단(劉惠端)의 소생이고 남제 동혼후의 동생이다. 
자는 지량(智亮)이며 양무제가 남제를 멸망시키자 북위로 귀순하여 그곳의 공주를 맞이하였으나 후에 반란을 일으켰다가 실패하여 처형당했다.

## 생애

### 남제 시기
494년 건안군왕(建安郡王)에 봉해졌다.
동혼후 소보권이 즉위하자 도독, 영주자사(郢州刺史)에 봉해졌다. 501년 차기장군(車騎將軍), 개부의동삼사(開府儀同三司)에 봉해져 석두성(石頭城)에 복무했다.
동년 7월, 옹주자사 장신태(張欣泰)가 거사를 모의하고 태성의 주사(主帥)들을 죽이자 전 남초태수(南譙太守) 왕령수(王靈秀)가 석두성으로 들어가 성 안의 군인들을 통솔하고 소보인을 수레에 태워 태성(台城)으로 향하니 백성 수천 명이 빈손으로 뒤따라왔다.
수레가 두씨의 저택에 이르러 날이 어두워지자 성문이 굳게 닫히고, 성 위의 사람들이 활을 쏘아대자 백성 무리가 소보인을 버리고 달아났다. 이후 3일이 지나 초시위(草市尉)에 이르러 황제 소보권이 그를 궁궐로 맞이하였고 소보인이 눈물을 흘리니 소보권이 그의 작위를 회복시키고 형주자사(荊州刺史)에 임명하였다.
선덕태후가 임조칭제를 할 시기에 소보인은 파양왕(鄱陽王)으로 개봉되었다.

### 북위 시기
502년, 양무제가 건강을 함락한 지 얼마 되지 않아 소보인은 방위가 느슨해진 틈을 타 담을 넘어 북위에 도달하였다. 소보인은 남제가 멸망하자 서인으로 강등당했지만 북위의 제왕(齊王)으로 봉해지고 북위의 황족인 남양장공주(南陽長公主)와 결혼하였다. 
소보권은 제를 부흥시키겠다는 생각으로 모반을 일으켜 잠깐 서인으로 강등당했으나 527년 사공(司空)에 임명되었으며 동년 4월에 정서장군(征西將軍), 옹주자사(雍州刺史), 대장군, 개부(開府), 대도독으로 복권되었다.
북위의 종실 원략(元略)은 남조로 도주하여 양무제에게 후한 대우를 받았으나 영태후에 의해 양무제는 다시 그를 북위로 돌려보내 의양왕(義陽王)에 봉했다. 이후 총신이 되어 벼슬을 하자 소보인은 그가 양무제의 지시를 받아 자신을 죽일 거라는 생각에 두려워했고 자신을 감시했을 것 같은 역도원을 사람을 보내 암살하였으며 원중경(元仲冏)도 죽였다. 이후 스스로 제제(齊帝)를 자칭하여 연호를 융서(隆緒)라 한 후, 남양장공주를 황후로 임명했다. 이후 손봉(孫奉)이 그를 공격하였고, 소보인은 당해내지 못하자 묵기추노에게 의탁하여 황제 지위를 포기하고 그의 태부(太傅)가 되었다. 
530년, 이주천광은 하발악 등을 파견하여 안정군(安定郡)에서 묵기추노를 격파, 묵기추노와 소보인을 생포하여 낙양으로 압송한 다음 3일 동안 대중의 앞에서 그들의 죄를 밝혔으며 이후 소보인은 사사당했다.